# Accra
Accra (AFI /ˈakkra/; in inglese [ʌkra]), raramente Accrà (/akˈkra/), è la capitale e la città più popolosa del Ghana. È anche il capoluogo della regione costiera della Grande Accra nonché del distretto della Metropoli di Accra, di cui occupa praticamente tutto il territorio. È il centro amministrativo, economico e delle comunicazioni dell'intero Paese; qui infatti si trova oltre il 70% delle strutture produttive del Ghana.
Accra è capitale del Ghana a partire dal 1877 e conserva una serie di edifici pubblici che testimoniano la sua transizione da sobborgo ottocentesco di Victoriasborg a moderna metropoli. Fra le sue principali attrattive turistiche figurano il Museo Nazionale del Ghana (con sezioni espositive di archeologia, etnografia e arte dalla preistoria a oggi), il Teatro Nazionale con la sua inconfondibile architettura moderna, il Centro Nazionale delle Arti (che raccoglie un po' tutti i generi dell'artigianato locale), la vasta e moderna piazza dell'Indipendenza, il Mausoleo di Kwame Nkrumah, il Centro Conferenze Internazionale, la cattedrale anglicana della Santa Trinità, il porto di pesca a Jamestown e il Makola Market.

## Geografia fisica
Accra è situata sulla costa atlantica nella regione della Grande Accra.

## Clima
| Accra               | Mesi | Mesi | Mesi | Mesi | Mesi | Mesi | Mesi | Mesi | Mesi | Mesi | Mesi | Mesi | Stagioni | Stagioni | Stagioni | Stagioni | Anno |
| Accra               | Gen  | Feb  | Mar  | Apr  | Mag  | Giu  | Lug  | Ago  | Set  | Ott  | Nov  | Dic  | Inv      | Pri      | Est      | Aut      | Anno |
| ------------------- | ---- | ---- | ---- | ---- | ---- | ---- | ---- | ---- | ---- | ---- | ---- | ---- | -------- | -------- | -------- | -------- | ---- |
| T. max. media (°C)  | 31,7 | 31,9 | 31,9 | 31,9 | 31,0 | 29,1 | 27,2 | 27,1 | 28,0 | 30,0 | 30,9 | 31,3 | 31,6     | 31,6     | 27,8     | 29,6     | 30,2 |
| T. min. media (°C)  | 23,1 | 24,1 | 24,2 | 24,3 | 23,5 | 23,0 | 22,3 | 21,4 | 22,5 | 23,2 | 22,4 | 23,4 | 23,5     | 24,0     | 22,2     | 22,7     | 23,1 |
| Precipitazioni (mm) | 14   | 29   | 62   | 91   | 141  | 208  | 58   | 21   | 48   | 75   | 39   | 23   | 66       | 294      | 287      | 162      | 809  |

## Storia
Accra venne fondata dal popolo Ga nel XV secolo, come centro di commercio con i portoghesi, che vi costruirono un forte; seguiti da svedesi, olandesi, francesi, britannici e danesi entro la fine del XVII secolo.
Il sito su cui si è sviluppata l'odierna Accra era incentrato attorno ai forti britannico e olandese: Jamestown è il distretto britannico e Ussherstown quello olandese, le due zone formano il nucleo della città moderna.
Alla fine delle guerre anglo-ashanti, Accra divenne la capitale della colonia britannica della Costa d'Oro. Dopo il completamento di una ferrovia che la collegava alle zone minerarie e agricole dei dintorni, Accra divenne il centro economico del Ghana. Grandi aree vennero distrutte da terremoti nel 1862 e nel 1939, la città crebbe attorno al porto marittimo (oggi spostato a Tema), e successivamente attorno a un birrificio, espandendosi ai villaggi vicini.
Le Rivolte di Accra del 1948 diedero il via alla campagna per l'indipendenza della nazione che portò alla Rivoluzione Ghanese e al formarsi della nazione nel 1957.
Nell'agosto 2003 la città ha ospitato la discussione e la firma di quegli Accordi di Accra che hanno messo fine a quattordici anni di guerra civile in Liberia. Ancora oggi nella periferia ovest della città sorge Buduburam Camp, gestito dall'Alto commissariato delle Nazioni Unite per i rifugiati, che dal 1990 ospita oltre 50 000 profughi liberiani.

## Monumenti e luoghi d'interesse

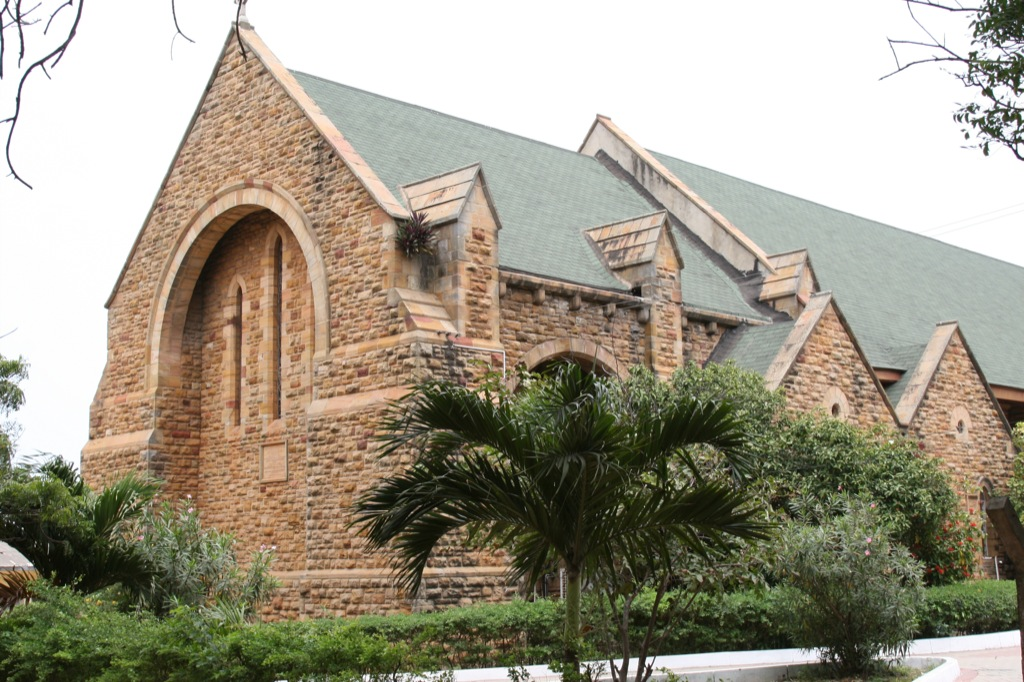
Cattedrale anglicana della Trinità

Accra ospita il Museo Nazionale del Ghana, l'Accademia di Arti e Scienze del Ghana, gli Archivi Nazionali del Ghana, e la Biblioteca Centrale. Importanti sono inoltre il Castello di Christianborg, costruito dai danesi nel XVII secolo, il Teatro Nazionale Ghanese, il Centro di Cultura Nazionale di Accra, il faro, il Castello Osu, lo Stadio Nazionale del Ghana, il Centro di Cultura Pan-Africana intitolato a W.E.B. Du Bois e diverse spiagge. Vicino al Parlamento del Ghana vi è il Centro di eccellenza Kofi Annan Ghana-India.
Il Kwame Nkrumah Memorial è situato nel centro di Accra.
Osu è un quartiere della città, conosciuto per i suoi ristoranti e locali notturni.

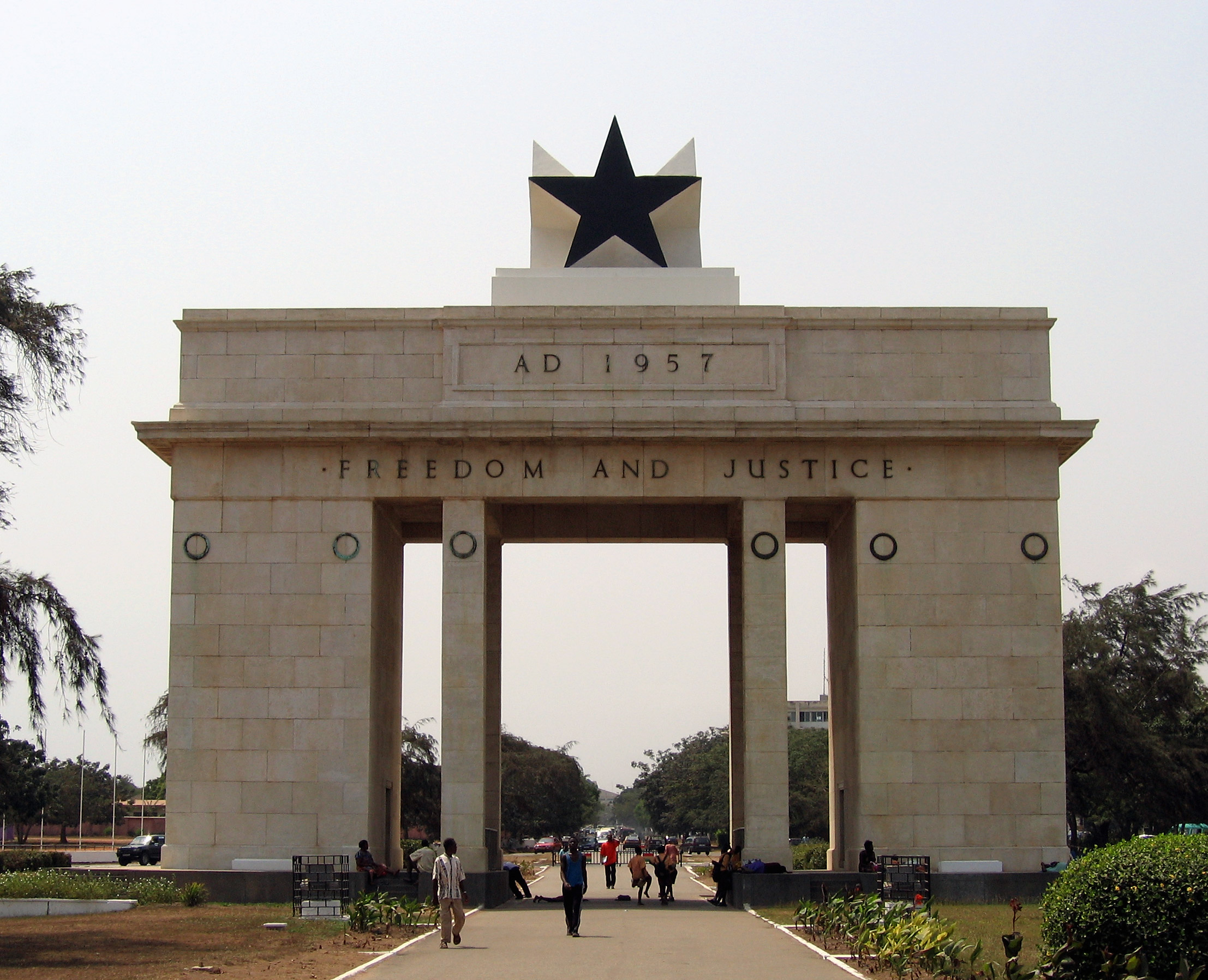
L'Arco d'indipendenza situato ad Accra

Il Palazzo dell'Unità Africana costruito nel 1965 per una riunione di capi di Stato.
Nei dintorni di Accra si trovano la Achimota School, la principale scuola secondaria della nazione, e a 13 km a nord, a Legon, l'Università del Ghana. La Commissione Difesa dell'Organizzazione di Unità Africana ha sede ad Accra.

## Cultura

### Istruzione

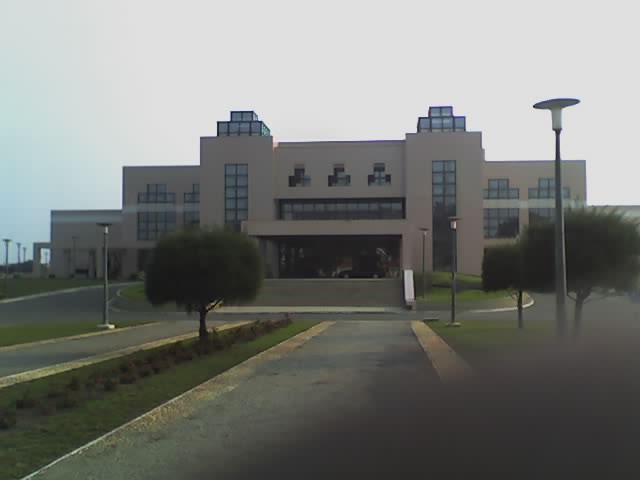
Accra International Conference Centre

Alla periferia di Accra ci sono numerose e popolari scuole secondarie: la Achimota Secondary School, comunemente indicata come "Motown", che è stata fondata nel 1924 e inaugurata nel 1927, la Presbyterian Boys Secondary, comunemente nota come "Presec"; la Aburi Girls Secondary School, popolarmente conosciuta come Abugiss, uno dei collegi per ragazze più nota in Ghana; la St Thomas Aquinas Secondary School, comunemente nota come "Quinas". Vi sono inoltre la Accra Academy (Bleoo), la scuola secondaria tecnica Kaneshie (Kateco), la scuola secondaria tecnica delle Forze Armate, la Accra High (Ahisco), e altre.
L'Università del Ghana, il primo istituto di istruzione superiore del paese, si trova a 13 km a nord di Legon, nei pressi della Motown e della scuole secondaria Presec Ghana. Poco tempo fa, anche un altro istituto superiore - l'Università Ashesi - è stata istituita ad Accra. La scuola privata no profit Ghana International School (GIS), fondata nel 1955 per i bambini dai 3 ai 18 anni d'età si trova a Cantonments, Accra. Abelemkpe è la sede della Lincoln Community School. La Lincoln Community School di Accra è una scuola internazionale senza fini di lucro per studenti di età 3-18, ed è stata fondata nel 1968.

### Musei
- National Museum of Ghana

## Geografia antropica
Il centro di Accra è compatto, centrato intorno ai tre forti storici, quello britannico, quello olandese e quello danese.
Negli anni, a seguito della immigrazione dalle aree rurali, la città si è espansa ampiamente, incontrollatamente perché nessuna ordinanza urbanistica era stata varata.
Oggi, la città di Accra si sviluppa su un'area di 200 km2.

### Quartieri
La crescita di Accra negli ultimi decenni, dovuta all'immigrazione dalle Americhe, dall'Europa, dall'Asia e anche da altre nazioni africane, ha messo sotto scacco i servizi, come la raccolta dei rifiuti, e l'approvvigionamento di acqua potabile ed elettricità.
A causa dell'immigrazione, inoltre, sono sorti in città grandi baraccopoli: al momento, le baraccopoli in città sono nove. Tutte sono in fase di demolizione a causa del loro effetto negativo sull'ambiente.

#### Accra centrale (Accra Central)
La Ring Road che si estende dalla Laguna Korle a ovest, fino al quartiere di Osu a est, passando per il Kwame Nkrumah Circle e l'incrocio con l'Independence Avenue, forma una cerchia intorno ai quartieri più antichi di Accra, separando il centro dai quartieri periferici.
Accra Central include il CBD che consiste degli storici quartieri di Usshertown, Tudu, Victoriaborg, West Ridge, ed East Ridge, e di altri storici quartieri residenziali come Jamestown, Adabraka, Asylum Down, North Ridge e Christiansborg-Osu.
Anche se alcuni distretti finanziari, come Airport City, sono stati costruiti in periferia, Accra Central rimane il centro amministrativo e culturale della città; infatti, qui si trovano i ministeri della nazione, hotel e le sedi centrali di alcune delle più importanti istituzioni finanziarie ghaneane.

#### Accra Nord (Accra North)
L'area settentrionale della capitale è prevalentemente composta da quartieri residenziali e distretti finanziari.
Qui, si trovano importanti luoghi di interesse tra cui il Trentasettesimo ospedale militare, la Golden Jubilee House (il palazzo presidenziale), Achimota School, Achimota Golf Park, L'università di Ghana, Legon e diverse importanti ambasciate estere.
Geograficamente, le zone a nord della sezione occidentale e centrale della Ring Road, a est della Winneba e Graphic Road e a ovest della Liberation Road, possono essere considerate facenti parte di Accra North.

#### Accra Est (Accra East)
Accra East è un'area costituita prevalentemente da quartieri residenziali. Composta dalle zone a nord della sezione orientale della Ring Road, e a ovest dell'Indipendence Avenue, Accra Est si estende fino alla Kwame Nkrumah Motorway a nord.

#### Accra Ovest (Accra West)
Accra West è prevalentemente una zona residenziale e finanziaria. Nonostante geograficamente sia meno estesa della parte nord ed est, Accra West si estende fino alle saline di Tettegu e Aplaku; inoltre questa area può vantarsi di ospitare l'ospedale universitario Korle Bu, considerato centro di eccellenza per il centro cardio-toracico, per il centro di chirurgia plastica e ricostruttiva e per il centro di radioterapia.

## Economia
La città è sede della Ghana Commercial Bank e del mercato Makola. 
Le industrie principali sono quella alimentare, del legno e del compensato, l'industria tessile, dell'abbigliamento e quella chimica.

## Infrastrutture e trasporti

### Ferrovie
Accra è il principale nodo ferroviario ghanese, con collegamenti per Tema, Sekondi-Takoradi e Kumasi.

### Aeroporto

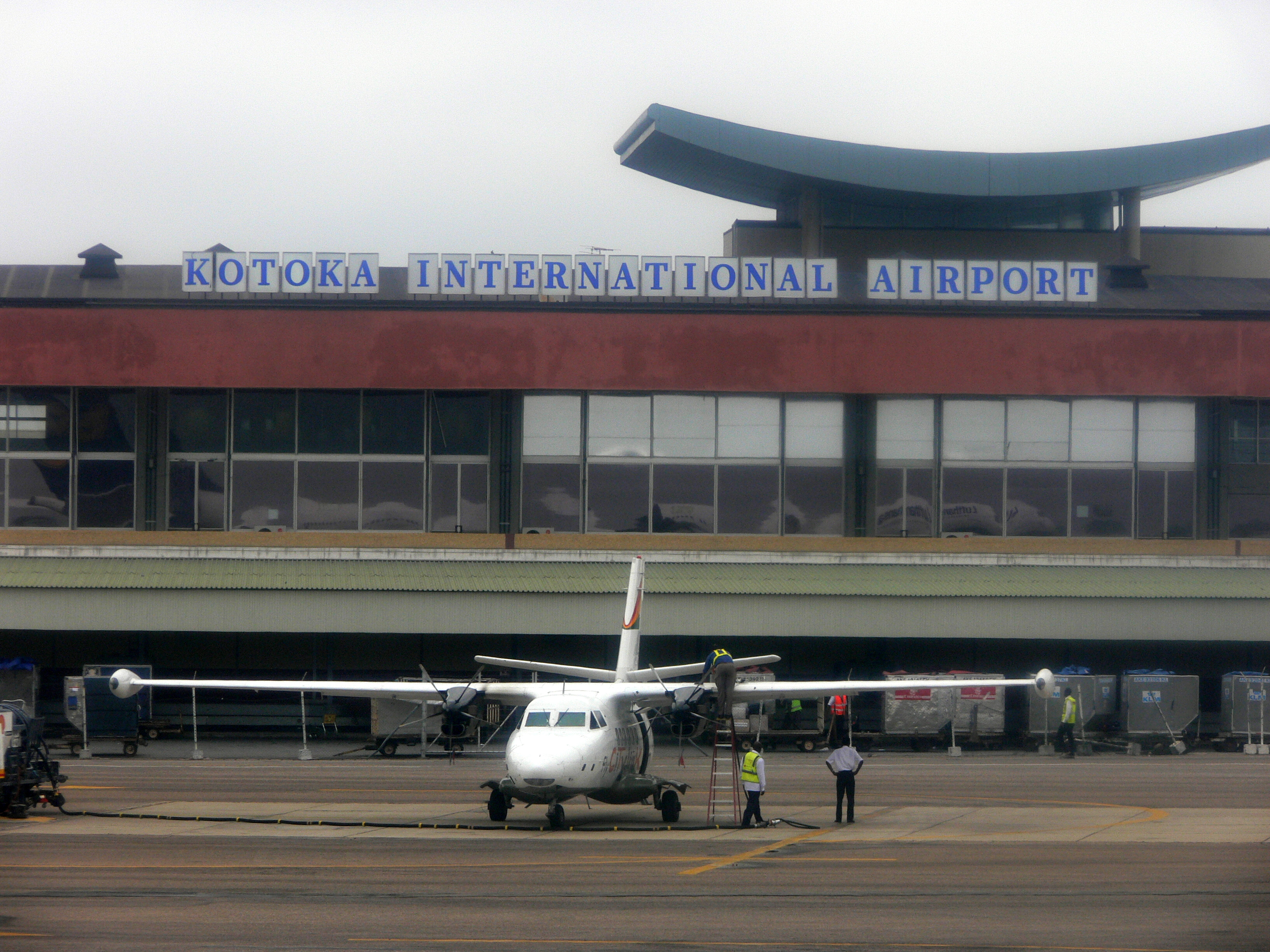
Kotoka International Airport

Accra è servita dall'Aeroporto Internazionale Kotoka, che ha scopi sia civili sia militari. L'aeroporto, localizzato a quasi 10 km dal centro di Accra, è il principale aeroporto della nazione e ha una capacità sufficiente per grandi aerei come il Boeing 747-8.

### Mobilità metropolitana

#### Tro-tro
I tro-tro (nome locale per indicare i tassì collettivi) sono la forma di trasporto pubblico più comune ad Accra. I tro-tro sono pulmini o furgoni che solitamente possono trasportare quindici persone.
Data l'economicità di questo mezzo di trasporto, si crede che la parola "tro-tro" derivi dalla parola ga "tro", che significa "pesewa" (la più piccola unità della valuta ghanese).

#### Monorotaia
Studi di fattibilità dal costo di un miliardo e mezzo di dollari sono stati sostenuti per il progetto di costruzione di una monorotaia che dovrebbe essere stata completata nel 2016.
Il progetto finanziato da privati è stato intrapreso dalla società statunitense "Intercontinental Development Corporation" (IDC).

#### Autobus
Dal 2002 è attivo in città un servizio pubblico di autobus. Nato come mezzo più comodo e meno costoso in alternativa al tro-tro, il servizio non è ampiamente utilizzato dai cittadini.
Recentemente, piani per cercare di migliorare e rendere più efficiente il servizio per la città e l'area metropolitana sono stati intrapresi: il progetto mira a creare un "sistema di trasporti efficiente, integrato, economico e sostenibile, in modo tale da venire incontro alle esigenze della società, supportando crescita e riduzione della povertà".

### Porto di Accra
La città è servita dal porto di Tema.

### Discarica di Agbogbloshie

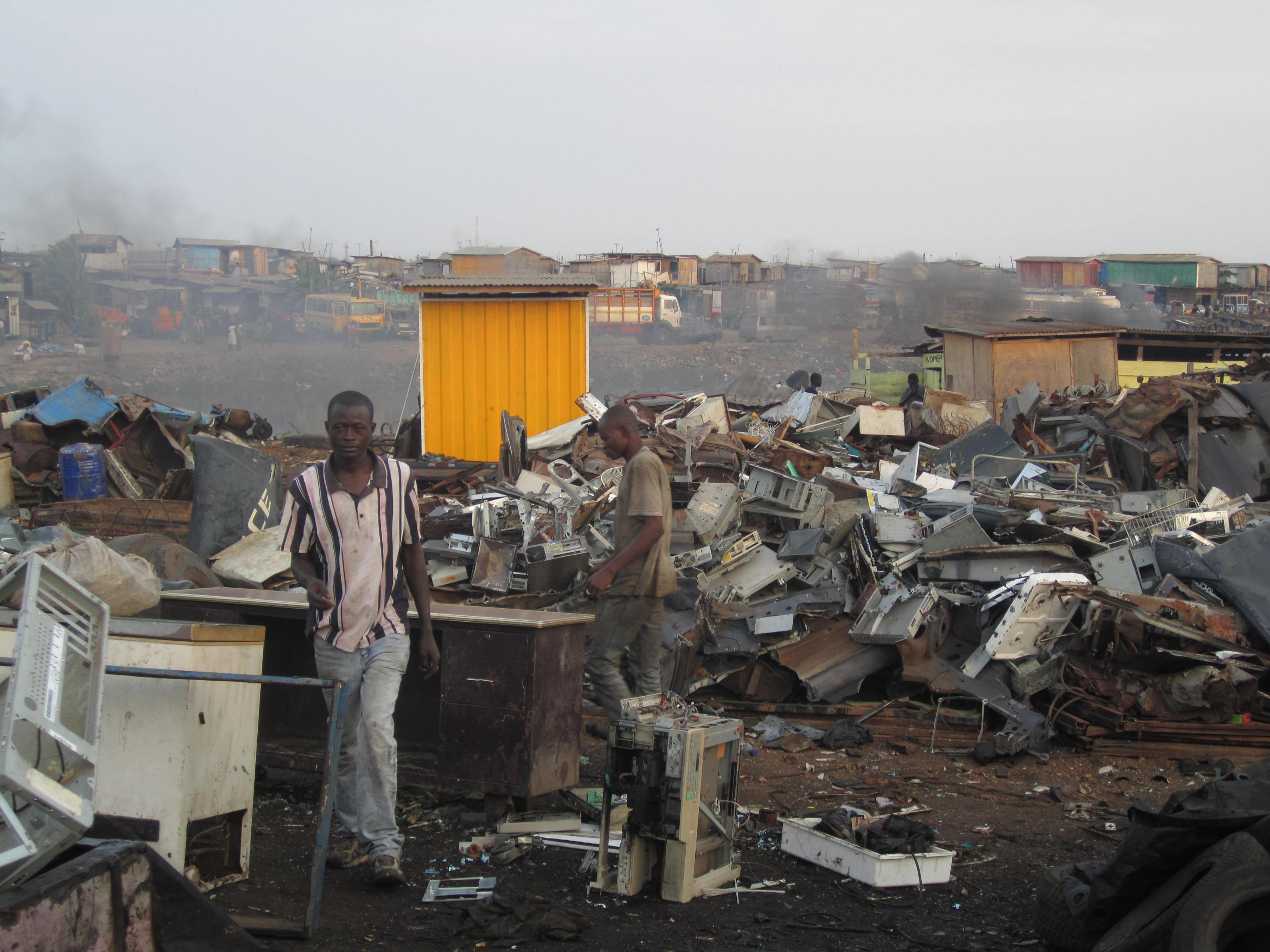
La discarica di Agbogbloshie, con le sue emissioni di fumi

La città ospita nei suoi pressi la grande discarica di Agbogbloshie, dove convergono materiali di rifiuto elettronici e tecnologici provenienti da paesi dell'Occidente sviluppato, frutto di importazione legale o illegale. Il materiale accumulato è oggetto di intenso sfruttamento da parte della popolazione locale, impegnata nel riciclaggio di metalli, come il rame, che conservano un certo valore.
L'attività di riciclaggio di tali rifiuti comporta tuttavia notevoli problemi di impatto ambientale, dal momento che le persone che attingono alla discarica estraggono i metalli dando fuoco ai pezzi abbandonati per eliminarne le parti in plastica. Ne risulta un notevole inquinamento dell'ambiente dovuto ai fumi liberati dai roghi. La situazione è resa ancora peggiore dal fatto che i terreni che circondano la discarica sono utilizzati come insediamenti abitativi e per il pascolo del bestiame di allevamento.

## Sport

### Calcio
Il calcio è lo sport più popolare ad Accra, come nel resto del paese. Il club di calcio più famoso della città è Accra Hearts of Oak e il loro rivale principale è l'Asante Kotoko di Kumasi. L'Accra Sports Stadium, che ospita la Hearts of Oak e le partite regolari dei Black Stars (la nazionale), nel 2008 ha ospitato le partite della Coppa delle Nazioni Africane. La strada più popolosa di Accra, Oxford Street, è fiancheggiata da numerose bancarelle che vendono magliette da calcio di squadre diverse.
Michael Essien, centrocampista del Persib, è uno dei calciatori ghanesi di maggior successo (dopo leggende come Abedi Pelé) insieme a Stephen Appiah. Il Ghana ha inoltre partecipato alla Coppa del Mondo 2006. Il Ghana U-20 team (conosciuto come i Satelliti Neri) ha vinto anche la Coppa del Mondo 2009 in Egitto dopo aver sconfitto il Brasile in finale (4 a 3 ai calci di rigore). Inoltre, i Black Stars hanno partecipato ancora una volta al Campionato mondiale di calcio 2010 in Sudafrica e a quello del 2014 in Brasile.

## Riferimenti letterari
Lo scrittore Paulo Coelho ha scritto il romanzo Il manoscritto ritrovato ad Accra.

## Amministrazione

### Gemellaggi
- Chicago.